# Finder
Finder es la aplicación del sistema operativo macOS responsable de la gestión total de los archivos de usuario, discos, red y el lanzamiento de otras aplicaciones. Como tal, Finder actúa como el shell en otros sistemas operativos, pero usando una interfaz gráfica de usuario (GUI). Fue introducido con el primer ordenador de Macintosh, y también existía como parte de GS/OS en el Apple IIGS. Experimentó una reescritura completa para pasar a estar basado en UNIX en Mac OS X.
Finder es el primer programa con el que un usuario interactúa después de arrancar un Mac, y por ello es el responsable de la apariencia general de la máquina. Se debe tener cuidado de distinguir esto de la interfaz gráfica real del equipo, que es proporcionada por servicios particulares dentro del macOS.
Finder mantiene una vista del sistema de archivos que es representada usando la apariencia del escritorio, es decir, los archivos y los directorios son representados como sus iconos apropiados, los volúmenes se muestran en el escritorio, y hay una papelera a la cual los archivos pueden ser arrastrados para marcarlos como borrados.

## Historia

### Finder 1.0 a 4.1
El Finder original, usado con el  (Sistema de Archivos de Macintosh), siempre incluía una carpeta vacía en el nivel de la raíz de cada disco. Una nueva carpeta vacía se creaba siempre que esa carpeta era renombrada y utilizada. Las carpetas no se podían colocar como subcarpetas en el Finder 1.0-4.1. En efecto, las "carpetas" bajo MFS eran algo virtual que se elaboraba y era mantenido por Finder, y no reflejaban la organización de los datos en el disco. 
Finder también proporcionaba una "carpeta papelera": la única manera de suprimir un archivo era arrastrarlo a la carpeta papelera, y entonces vaciar la carpeta. Sin embargo, la carpeta papelera era también una elaboración virtual, y no estaba reflejada en el disco. La lista de archivos en la papelera se llevada a cabo solamente en memoria. Finder, por lo tanto, vaciaba la papelera antes de que terminara, incluso antes de ejecutar cualquier otra aplicación. Si se producía un error, los elementos que habían estado en la papelera aparecían en su lugar original.
El Finder original era también la principal causa de frustración del usuario debido a la baja velocidad en el copiado de archivos, que conducía a docenas de intercambios en disco en la unidad sencilla original de Macintosh. Aunque gran parte de este problema se podría atribuir a la pequeña cantidad de memoria disponible en el Macintosh 128K, Apple intentó tratar el problema con el Finder 1.1 de mayo de 1984. Sin embargo, sería el Finder 4.1 de abril de 1985 el que mejoraría realmente la velocidad del Finder y las nuevas características añadidas, incluyendo la orden de "Nueva carpeta" y una orden de "Apagado" en el nuevo menú "Especial", que también proporcionaba acceso al "MiniFinder". MiniFinder era una interfaz simplificada que mantenía documentos y aplicaciones de uso frecuente y los lanzaba mucho más rápidamente, lo que ayudaba a mejorar algo la lentitud en el cambio entre aplicaciones.

### Finder 5.x
Apple substituyó el MFS por el HFS (Sistema de archivos Jerárquico) en septiembre de 1985, como parte del Finder 5.0 que fue introducido junto con el primer disco duro de Mac, el Hard Disk 20. Las carpetas jerarquizadas ya no eran una ilusión, sino un reflejo de la organización de los datos en el disco. Finder 5.0 también añadió una orden "Expulsar" en el menú Archivo y varios cambios estéticos en la apariencia de los iconos del sistema.

### Finder Software 6.x
Las primeras versiones del Finder mostraron problemas para manejar más de un programa simultáneamente, debido a la naturaleza monotarea del Mac OS original. El System Software 5.x incluía la versión 6.0 del Finder, con la novedad del Multifinder, el cual permitía la  multitarea cooperativa. Era posible activarlo mediante el Panel de Control y sus efectos se aplicaban en el siguiente reinicio del sistema. El System Software 6.0.x introduce el Finder 6.1.x, además de una versión muy mejorada de MultiFinder, entre otros añadidos.
El primer Finder del Mac OS permitía un "Escritorio Universal", que unía los contenidos de la carpeta invisible "Desktop Folder" en la raíz de cada disco montado. Esto significaba que los ficheros que se arrastraban desde un disco al escritorio no siempre se copiaban al disco duro del Mac, y desaparecía cuando el disco en cuestión era expulsado.
El nuevo comando Devolver presentado en el System 6, permitió a los usuarios arrastrar iconos desde cualquier lugar de su computador al escritorio, usar el fichero, y devolverlo a su ubicación original usando una única orden.

### Finder desde la 7.0 hasta 9.2
En 1991 Apple lanza el System 7, una versión muy significativa de su sistema operativo. Como otros componentes del sistema, el Finder recibe una importante puesta a punto, reescrito totalmente usando el lenguaje de programación C++. MultiFinder deja de ser una opción, pasando a estar siempre activo. Las ventanas del Finder se colorean, y las listas se amplían incluyendo "disclosure triangles" que permite al usuario adentrarse en el sistema sin tener que abrir más ventanas. El icono de la papelera mejora la apariencia, siendo esta más refinada, y la función de Color ya presente en System 6 (para Macintosh en Color únicamente), que permitía al usuario asignar un color a los ficheros, se amplía para poder asignar etiquetas. Estas etiquetas poseen un nombre y un color que pueden ser personalizados por un usuario. La renovada búsqueda del Finder también encuentra ficheros según sus etiquetas. Finalmente la papelera pasa a tener un directorio real, con lo que no se vacía después de cada reinicio de sistema.
El Finder 7.0 desvela la funcionalidad de alias la cual permite acceder a ficheros en múltiples ubicaciones mediante ficheros que apuntan a otros ficheros (similar a los enlaces simbólicos en unix, o los Accesos directos de Windows). Además el comando Devolver, a partir de esta versión, se puede usar como alternativa para expulsar tanto disquetes como CD-ROMs.
Aunque muchos más cambios sucederían a lo largo de los siguientes años, el Finder permanece relativamente inalterado hasta la llegada del Mac OS 8 en 1997. El Finder 8.0 es la primera versión con capacidad multihilo. Por primera vez copiar un fichero o vaciar la papelera no bloqueaban otros usos y aplicaciones. Como el resto del sistema, la versión 8 toma el aspecto platinum. Nuevas características son incluidas como las ventanas emergentes, que aparecen como pestañas en la parte inferior de la pantalla hasta que se hace clic, momento en el que muestran su contenido. 
El Finder 8.1, lanzado a comienzos de 1998, introduce un uso más eficiente del sistema de ficheros HFS+. Finder 9, lanzado en octubre de 1999, incluye el soporte para múltiples usuarios, actualizaciones, y el modo Classic Support Mode. Otras novedades en Finder 9 son la posibilidad de usar ficheros grandes de más de 2GB, cifrado, llavero de claves, compartición de impresoras USB, y (desde la 9.1) grabación de CD. Fue la última gran actualización para el Finder clásico, finalizando Apple tanto el soporte como las actualizaciones del Mac OS 9 en diciembre de 2001, con la versión 9.2.2.

### Finder desde la 10.0 hasta la 10.2.1
El nuevo Finder del Mac OS X no fue una actualización del anterior Finder, sino una versión completamente reescrita que tomaba prestados conceptos del gestor de ficheros de NeXTSTEP. Y como tal, representaba una gran renovación respecto al Finder original, que, sin embargo, tuvo una fría acogida por parte de los usuarios de Macintosh. Era una aplicación que utilizaba la API Carbon, usando para crear la aplicación el framework PowerPlant de Metrowerks. Posteriormente se reescribió usando el framework incluido en Mac OS X HIToolbox.
La versión 10.0 carecía de muchas de las características que se podían encontrar en su predecesor. El escritorio universal había desaparecido, y resultó reemplazado por un escritorio que presentaba solo los contenidos de la carpeta Escritorio del usuario. El soporte para etiquetas, y casi todas las formas de almacenar metadatos, así como las ventanas emergentes, impresoras de escritorio, el comando Devolver y otras funciones, ya no estaban. Además, en la versión 10.0, la Papelera se había eliminado del Escritorio y ya no formaba parte del Finder, ya que ésta pasa a integrarse en el Dock de sistema (El panel inferior).
En esta versión también desaparece la representación de ventanas Spatial (Espaciado), con la que en cada ubicación del disco duro se abría una única ventana separada, en favor del sistema de navegación al estilo NeXTSTEP. Además se introduce una barra altamente personalizable que se podía mostrar en la parte superior de cada ventana del Finder, y el heredero de la vista "Como columnas" de NeXT, que mostraba la jerarquía del sistema de archivos en una serie de paneles de izquierda a derecha. Los usuarios podían especificar (si querían) cual de los discos montados en el sistema aparecerían en el Escritorio.
Con la llegada de la actualización gratuita del Mac OS X 10.1, se introduce la capacidad de grabación de CD al Finder, que ya estaba presente en la versión clásica desde la 9.1.
La versión 10.2 reintroduce las "Carpetas y ventanas con resorte", aunque no incluyendo todas las funciones que ya existían en los Finder anteriores. Esta versión añade la habilidad de navegar y descargar de servidores FTP (pero no subir), desde el propio Finder, gracias al sistema interno que maneja el protocolo FTP, permitiendo que un servidor remoto pueda parecer (aparentemente) como una carpeta local más.
Continuando la tradición del Finder 1.0, la versión incluida con el Mac OS X muestra un sistema de archivos al usuario que en parte es una ilusión, no mostrando la jerarquía real interna. También cuando, por ejemplo, se ejecuta una consola de Unix, los nombres de ficheros se muestran en formato POSIX, incluso si el sistema de ficheros que está leyendo es HFS. Debido a que los ficheros Unix no pueden contener el carácter "/" en el nombre, e históricamente los usuarios de Macintosh clásico han podido usarlo (aunque no ":") en el sistema de ficheros HFS, el Finder intercambia estos dos caracteres. Cuando un usuario escribe Entrada/Salida, este se adapta al nombre en POSIX Entrada:Salida. Adicionalmente el Finder no permite la entrada de ciertos caracteres de control (como salto de línea) incluso cuando el sistema de archivos si lo soporta. Tanto la consola como el Finder permiten un uso completo de los caracteres Unicode.

### Finder 10.3
Con la llegada de Mac OS X v10.3, la nueva versión de Finder incluida recupera elementos clásicos mientras se renueva, sin cambios radicales, la interfaz de usuario.
La versión 10.3 toma el aspecto anterior a la versión 5 de iTunes, conocido como Brushed Metal (posteriormente a la 5.0 sería Polished Metal). De forma similar a los anteriores Finder desde la 10.0, un usuario podía personalizar la barra superior de la ventana de navegación. Esta barra de herramientas incluía un panel de búsqueda, permitiendo realizarla de forma inmediata en cualquier volumen o carpeta seleccionada. Un nuevo panel a la izquierda de la ventana del Finder, llamado Panel lateral, permitía colocar casi cualquier objeto para un acceso más rápido. Una personalización bastante útil ya que ésta aparecía en las ventanas de Abrir y Guardar de las aplicaciones. Las unidades o volúmenes de almacenamiento externo ahora se muestran y expulsan desde el Panel lateral. El uso de etiquetas y la posibilidad de buscar por tipo y creador (ya presentes en Mac OS 9, y que muchos usuarios echaban de menos) se vuelven a incorporar en esta versión.
Haciendo clic en el menú "Visualización" y dentro de este en "Mostrar/Ocultar barra de herramientas", o en el botón en la esquina superior derecha de la ventana del Finder, no solo ocultaba la barra de herramientas, sino que además se elimina el panel lateral, y se cambia el aspecto a un tema Aqua, modificando también el comportamiento de la ventana a "spatial"

### Finder 10.4
Mac OS X v10.4 introduce nuevos cambios al Finder, incluyendo una función de presentación (similar a su contraparte en el Explorador de Windows). De esta forma se pueden ver las fotos e imágenes a pantalla completa directamente desde el Finder. Spotlight, es un otro concepto que se reinventa en Tiger: el acceso de teclado comando-F ahora muestra una ventana de búsqueda basada en criterios. Estos criterios se pueden guardar en una Carpeta inteligente que muestra y actualiza en tiempo real los resultados de la búsqueda. También existen otras dos formas de buscar: el acceso a Spotlight en el menú superior, y la ventana de Spotlight. Estas últimas son accesibles en cualquier momento, y se ha especulado con que la organización de los datos y la Metáfora de escritorio sean sobrepasados por las funciones de búsqueda inmediata de Mac OS X, convirtiendo al Finder en una redundancia. Sin embargo parece que por ahora no sucederá, dados los comentarios de pequeñas ralentizaciones mientras se usa, incluso en Macs de reciente factura.

### Finder 10.5
Leopard, la nueva versión de Mac OS X, actualiza nuevamente el Finder. Presenta una interfaz parecida a iTunes 7, incluyendo una presentación de archivos y fotos como si fuesen carátulas. El nuevo Finder estrena una nueva barra organizadora, se mejora la integración con Spotlight, y Quick Look (una nueva función del sistema) permite ver que hay dentro de los archivos sin necesidad de abrirlos. Además, posee un nuevo tema visual unificado.

### Finder 10.6
En Snow Leopard se ha reescrito nuevamente el Finder en Cocoa de forma que soportará proceso a 64 bits.